# Bătălia de la Alma

Luptele campaniei din Crimeea

Bătălia de la Alma (20 septembrie 1854), care este de cele mai multe ori considerată prima bătălie a războiului Crimeii, (1853-1854), a avut loc în apropierea râului Alma din Crimeea. Forțele franco-britanico-turce au reușit să obțină o victorie împotriva forțelor ruse conduse de generalul Menșikov. Comandanții aliați au fost generalul francez  St. Arnaud și englezul Lord Raglan. 

## Preludiul bătăliei
Forțele aliate au debarcat pe coasta de vest a peninsulei Crimeea la cam 56 de kilometri nord de Sevastopol, pe 13 septembrie. Deși militarii aliați erau dezorganizați și slăbiți de boli ( în special de holeră și dizenterie), lipsa apărării le-au permis stabilirea unui cap de pod la 10 km în interiorul peninsulei. După șase zile, aliații au început deplasarea spre sud. Marșul către Sevastopol implica traversarea a trei râuri, iar rușii au hotărât să organizeze apărarea pe cel de-al doilea – râul Alma. Armata rusă era mai numeroasă decât cea a atacatorilor și se afla pe o poziție ușor de apărat din punct de vedere al reliefului. Anglo-francezii și-au stabilit tabăra pe malul nordic al râului, într-o porțiune care cobora ușor către malul râului. Malul pe care se aflau rușii, era stâncos, înalt de aproximativ 100 m, zona accidentată continuând și spre sud încă aproape 5 km. Atacatorii ar fi trebuit să treacă printre două dealuri, către satul Bourliouk. În vederea apărării zonei, rușii au construit două redute, una mai mare și alta mai mică, din care artileria ținea sub control singurul drum pe care se putea ajunge la Sevastopol.

## Planul
Rușii nu trebuiau decât să-și mențină pozițiile și să țină închisă zona de trecere pentru a câștiga bătălia. Francezii, așezându-se pe flancul drept al aliaților, (zona vestică a liniei de atac, spre mare), trebuiau să atace traversând râul și râpele de pe malul sudic. În teorie, o asemenea încercare evidentă de dare peste cap a flancului drept al rușilor ar fi trebuit să-i preocupe suficient de mult pe apărători pentru ca aceștia să nu remarce atacul britanic principal pe flancul stâng și în centru. 

## Primul atac asupra redutei mari
Pe flancul drept, divizia generalului Bousquet, sprijinită de tunurile flotei franceze, a traversat râul și a escaladat zona stâncoasă, de unde a alungat infanteria și artileria rusă din zonă. Bousquet nu a reușit să mai înainteze fără întăriri, care nu puteau veni rapid. În stânga lui Bousquet, francezii comandați de generalul Canrobert a traversat râul, dar nu au reușit să-și urce și tunurile pe pantele stâncoase. La stânga lui Canrobert, divizia Prințul Napoleon nu a reușit nici măcar să traverseze râul. În fața tirului puternic al rușilor, avansarea francezilor a fost oprită, iar atacatorii au fost obligați să se adăpostească în viile de lângă satul Bourliouk.
Între timp, britanicii au avansat. Armata era aranjată pe două linii de infanterie, în spatele lor aflându-se infanteria și cavaleria din rezervă. Britanicii au atacat în dezordine, flancurile a două divizii amestecându-se și transformându-se într-o gloată. 
Nereușind să-și pună oamenii în ordine, ofițerii englezi au dat ordinul de atac al formațiilor așa cum erau. Englezii au început să escaladeze pantele și au fost atacați de infanteriștii ruși. Englezii s-au oprit și au deschis focul asupra rușilor, foarte buna pregătire de tragere a pușcașilor britanici silindu-i pe apărători să se retragă. Englezii au reluat atacul, cățărându-se pe pantele dealului, sub focul artileriei ruse. Cum linia britanicilor nu mai era o masă compactă de oameni, artileria rusă nu a reușit decât să încetinească atacul, nu să-l și oprească.
Britanicii au reușit să urce pantele către redută și au luat cu asalt întăriturile acesteia în momentul în care rușii încercau să-și mute tunurile. Deși reduta a fost cucerită, englezii trebuiau să facă față contraatacului unei importante coloane a rușilor, în condițiile în care britanicii nu se puteau baza pe venirea rapidă a unor întăriri, care încă erau în faza de traversare a râului. 
În momentul în care britanicii se pregăteau să deschidă focul asupra rușilor, un ofițer oarecare a strigat "Nu trageți! Sunt francezi!" Alți ofițeri au dat ordinul de tragere, iar în confuzia creată de ordinele contradictorii, englezii au început să se retragă din redută. 

## Retragerea și al doilea atac

Bătălia de la Alma

În timp ce rușii se îndreptau către reduta mare, s-a întâmplat un lucru neașteptat la prima vedere. În dimineața acelei zile, Menșikov părăsise unul dintre dealurile care străjuiau valea și se dusese să inspecteze frontul de pe flancul stâng, unde atacul francez părea cel mai amenințător. Înlocuitorul său la comandă, privindu-și oamenii cum îi împingeau pe britanici în jos pe pantele dealului, s-a uitat către vest după Meșikov. În loc de comandantul său, pe dealul alăturat a zărit caschetele în trei colțuri cu pene albe ale ofițerilor britanici de stat major, care urmăreau imperturbabili bătălia de pe un pinten stâncos. Lord Raglan dorise să afle o mai bună poziție din care să urmărească luptele și, însoțit de ofițerii de stat major, trecuse călare prin flancul stâng al rândurile rare ale francezilor și rușilor care erau în fața lor. După ce s-a cățărat pe o cărare îngustă, el s-a trezit pe vârful dealului, având o vedere largă asupra văii și a dealului vecin. El a afirmat în fața statului major că, într-un asemenea punct bun de observație, ar fi fost nimerit să fie amplasate niște tunuri. Sugestia sa a fost interpretată ca un ordin și, în scurtă vreme, două tunuri au fost amplasate pe coama dealului. Bateriile rușilor din vale au fost obligate să se retragă datorită tirului tunurilor britanice, aceleași tunuri oprind urmărirea de către ruși a britanicilor care se retrăseseră din redută. 
În acest moment, întăririle englezilor terminaseră de traversat râul, forțele lor reunite reîncepând înaintarea asupra redutei mari. Un grup de englezi rămăseseră pe pantele dealului, în ciuda retragerii generale, și trăgeau împotriva rușilor, când aceștia din urmă au năvălit peste parapetele redutei și, după un tir ucigător, au pornit un  atac violent la baionetă. Resturile britanicilor aflați pe deal au fost aruncate peste englezii care înaintau din vale, amestecându-se în debandada retragerii către râu. Peste 200 de englezi au fost uciși în această acțiune. 
Între liniile englezilor se formase o spărtură largă. Generalii ruși au considerat că aceasta este o șansă de a contraataca și au ordonat înaintarea a două batalioane prin respectiva zonă. În momentul în care englezii se pregăteau să întâmpine acest nou atac, au fost date din nou ordine contradictorii de retragere. Colonelul care comanda flancul stâng al englezilor nu a urmat acest ordin pe care l-a considerat absurd, în loc de aceasta a hotărât ca oamenii săi să se retragă pentru a forma un front în unghi drept cu restul batalionului, care acum ajunsese să fie dispus în formă de "L", cu baza "L"-iui sprijinindu-se pe râu. Când rușii au intrat în spărtură, englezii i-au prins în focul încrucișat al celor două aripi ale batalionului. Manevra bine executată a englezilor, bunele lor calități de țintași și focul executat cu noile glonț Minie i-au făcut pe ruși să încetinească atacul. Englezii au contraatacat, iar rușii s-au retras. În scurtă vreme, reduta mare fusese recucerită de britanici, iar apărarea din centrul și stânga frontului rusesc a fost distrusă.

## Faza finală a bătăliei
Ultimul act al bătăliei s-a petrecut în extremitatea flancului drept al rușilor, unde nu intraseră încă în luptă 10.000 de oameni. Ei au trebuit să facă față atacului a trei batalioane britanice, care înaintau pe două linii primejdios de subțiri, întinse pe aproape 2 km. Rușii nu au reușit să întrevadă prin fumul și confuzia luptei subțirimea atacului britanic. Englezii au înaintat disciplinat și trăgând neîncetat, iar rușii nu au rezistat și s-au retras. Bătălia de la Alma s-a încheiat, fiind reușită o victorie în întregime britanică. Pe flancul drept aliat, Canrobert și zuavii lui au reușit până în cele din urmă să escaladeze râpele și stâncile și au cucerit la rândul lor înălțimile pe care și le propuseseră. Retragerea generală a rușilor deschisese drumul către Sevastopol. 
Retragerea rușilor s-a transformat rapid în debandadă, iar Lord Raglan a dorit să înceapă urmărirea inamicului, dar generalul St. Arnaud a hotărât  că era imposibil pentru francezii săi să participe, deoarece aceștia își lăsaseră ranițele la punctul de plecare și ar fi trebuit să se întoarcă să le ia mai înainte de a pleca mai departe. Raglan nu a dorit să urmărească inamicul fără ajutorul francezilor, astfel că rușii au reușit să se retragă fără a mai fi atacați.

## Pierderi
Pierderile totale ale aliaților în bătălia de pe Alma cuprind între 2000 și 3000 de oameni:
- Francezii au pierdut 274 de persoane ucise (inclusiv 6 ofițeri), 1195 răniți (inclusiv 2 generali, 57 de ofițeri) și 2 dispăruți. Total - 1471 de persoane.
- Britanicii au pierdut 374 de persoane ucise (inclusiv 26 de ofițeri), 1633 răniți (inclusiv 1 general, 92 de ofițeri) și 19 dispăruți. Total - 2026 persoane.
- Pierderile armatei turcești sunt încă necunoscute.

Total în două armate - 648 uciși, 2828 răniți, 21 dispăruți. Total - 3497 persoane.
- Pierderile armatei ruse s-au ridicat la 5709 persoane, dintre care 1801 au fost ucise (inclusiv 46 de ofițeri) și 735 au dispărut (inclusiv 7 ofițeri). Două arme au fost pierdute.

Cu toate acestea, există și alte estimări ale pierderilor pe care academicianul E. V. Tarle se bazează pe: «Potrivit unei mărturii, aliații au pierdut în ziua Almei 4300, conform altora - 4500 de persoane. Prin calcule ulterioare, trupele ruse au pierdut 145 de ofițeri și 5.600 de rang inferior în bătălia de la Alma ».
Aceste cifre sunt în concordanță cu datele citate de Emil Daniels: cel puțin 3.000 de britanici și 1.300 de francezi, cu excepția turcilor, iar de la ruși 3.700.

## Moștenire
În Regatul Unit, ca urmare a acestei victorii, "Alma" a devenit un nume popular pentru femei. Mai multe clădiri publice  și străzi poartă numele Alma. În Paris există podul  peste Sena Pont de l'Alma, mai multe străzi fiind botezate după numele bătăliei. 